# Hey, That's No Way to Say Goodbye
„Hey, That's No Way to Say Goodbye“ je píseň kanadského hudebníka a básníka Leonarda Cohena. Cohen píseň napsal během svého pobytu v hotelu Penn Terminal na 34. ulici v New Yorku. Vyšla v prosinci 1967 na jeho debutovém albu nazvaném Songs of Leonard Cohen. Později vyšla na různých kompilačních a koncertních albech, včetně The Best of Leonard Cohen (1975), Field Commander Cohen: Tour of 1979 (2001) a Live in London (2009).
Ještě před vydáním Cohenovy vlastní verze byla v říjnu 1967 vydána coververze písně v podání zpěvačky Judy Collins na jejím sedmém albu Wildflowers. Roku 1968 vydala vlastní verzi zpěvačka Roberta Flack na své první desce First Take a ve stejném roce ji nazpívala Julie Felix. Na koncertu ke Cohenově poctě, který proběhl v roce 2017 u příležitosti prvního výročí jeho úmrtí, píseň zazpívala trojice kanadských zpěvaček Feist, Ariel Engle a Daniela Gesundheit. Na tributním koncertním albu Sincerely L. Cohen z téhož roku píseň zazněla v podání zpěvačky Amy Helm. Na tributní desce I'm Your Fan (1991) píseň zahrál Ian McCulloch, frontman post-punkové kapely Echo & the Bunnymen.
Píseň také zazněla v několika filmech, například ve snímku See You at Regis Debray (2005) režiséra C. S. Leigha. Dále například Fata Morgana (1971), Pan Žárlivý (1997) a Pod jednou střechou (2010).